# (3952) Russellmark
(3952) Russellmark – planetoida z pasa głównego asteroid okrążająca Słońce w ciągu 3 lat i 250 dni w średniej odległości 2,38 j.a. Została odkryta 14 marca 1986 roku w Narodowym Obserwatorium Astronomicznym Rożen. Nazwa planetoidy pochodzi od Russell Mark Group wspierającego Minor Planet Center w zakresie edycji proweniencji cytatów nazw planetoid. Przed jej nadaniem nosiła oznaczenie tymczasowe (3952) 1986 EM2.